# James Brown Plays the Real Thing
James Brown Plays the Real Thing è il ventesimo album in studio del cantante statunitense James Brown, pubblicato nel 1967.

## Tracce
1. Jimmy Mack – 5:26
2. What Do You Like – 7:24
3. PeeWee's Groove in "D" (featuring Pee Wee Ellis) – 5:10
4. Bernadette – 3:05
5. Mercy, Mercy, Mercy – 5:01
6. I Never Loved a Man the Way I Love You – 4:35
7. Funky Broadway – 5:43
8. "D" Thing – 5:40